# كنيسة الشهداء (حلب)
كنيسة الشهداء هيَ كنيسة أرمنيّة إنجيلية تقع في حي السليمانية في مدينة حلب.